# Stade am Deich
Het Stade am Deich (ook wel Centre Sportif du Deich genoemd) is een multifunctioneel stadion in Ettelbruck, een stad in Luxemburg. 
Het stadion wordt vooral gebruikt voor voetbalwedstrijden, de voetbalclub Etzella Ettelbruck maakt gebruik van dit stadion. In het stadion is plaats voor 2.020 toeschouwers. Het stadion werd geopend in 1981.